# Onuphis acapulcensis
Onuphis acapulcensis är en ringmaskart som beskrevs av Rioja 1944. Onuphis acapulcensis ingår i släktet Onuphis och familjen Onuphidae. Inga underarter finns listade i Catalogue of Life.